# Бейт, Доротея
Доротея Минола Элис Бейт (также известна как Дороти Бейт; 8 ноября 1878, Кармартен — 13 января 1951, Уэстклифф-он-Си, Эссекс) — британская учёная-палеонтолог и археолог, считающаяся основательницей археозоологии.
Областью её научных исследований являлся поиск окаменелостей сравнительно недавно (с палеонтологической точки зрения) вымерших млекопитающих с целью объяснения причин эволюции гигантских и карликовых видов.

## Юные годы
Бейт родилась в Кармартеншире, была дочерью суперинтенданта полиции Генри Реджинальда Бейта и его жены Элизабет Фрейзер Уайтхилл. У неё были старшая сестра и младший брат. Она имела небольшое формальное образование и однажды заметила, что её реальное образование «было только на некоторое время прервано школой».

## Карьера
В 1898 году, в возрасте девятнадцати лет, Бейт получила работу в Музее естественной истории в Лондоне — сортировать шкурки птиц в Отделе зоологии птиц и позже заниматься подготовкой окаменелостей к изучению. Там она работала на протяжении пятидесяти лет и самостоятельно изучала орнитологию, палеонтологию, геологию и анатомию. Её труд оплачивался по сдельной системе оплаты труда, в зависимости от количества подготовленных ей ископаемых.
В 1901 году Бейт опубликовала свою первую научную работу, «A short account of a bone cave in the Carboniferous limestone of the Wye valley», которая была опубликована в научном журнале о геологии Geological Magazine, посвящённую костям мелких плейстоценовых млекопитающих.
В том же году она посетила Кипр, оставшись там на 18 месяцев за свой счёт, для поиска костей на острове и обнаружила двенадцать новых месторождений ископаемых остатков в костноносных пещер, среди которых были кости кипрского карликового бегемота. В 1902 году, с помощью с трудом полученного гранта от Королевского общества, она благодаря найденным остаткам открыла в пещере в холмах Кирении новый вид карликового слона, которого назвала кипрский карликовый слон, и позже описала его в статье для Королевского общества. В это время же время она также занималась на Кипре наблюдениями за жизнью живущих здесь млекопитающих и птиц (а также ловила их с помощью ловушек, отстреливала и свежевала) и подготовила ряд других статей, в том числе описание кипрской игольчастой мыши (Acomys nesiotes) и подвида зимнего крапивника (Troglodytes troglodytes cypriotes). На Кипре Бейт жила в основном в Пафосе у окружного комиссара по фамилии Вудхауз. Не считая периодов путешествий в отдалённые районы, часто совершаемых в одиночку, в остальное время она вела активную жизнь.
Позже она предприняла экспедиции на многие другие средиземноморские острова, в том числе на Крит, Корсику, Сардинию, Мальту и Балеарские острова, опубликовав работы об их доисторических фауне. На Балеарских островах в 1909 году она обнаружила ископаемые остатки балеарского козла (Myotragus balearicus), ранее неизвестного вида подсемейства козьих (Caprinae). На плато Каи в восточной части Крита ей были найдены остатки критского карликовой бегемота. На Крите она познакомилась с археологами, занимавшимися раскопками Кносса и другие мест на острове, что должно было пролить свет на историю минойской цивилизации.
Когда за ней начал ухаживать британский вице-консул на Майорке, Бейт прокомментировала это так: «Я ненавижу стариков, которые мечтают заняться любовью с кем-то и ведут себя несоответственно занимаемой ими официальной должности».

В соответствии со статьёй о ней в Daily Telegraph, 
Её дни проходили пешком или верхом на муле, в пересечениях бесплодных и кишащих бандитами ландшафтов и ночёвок в находящихся во власти блох лачугах и хибарах. Она пробиралась через крутые склоны, чтобы достичь изолированных пещер на обрывах, куда она добиралась вся покрытая грязью и глиной, но никогда не расстававшаяся со своей сумкой для сбора образцов, сетей, коробкой для насекомых, молотком и — позже — динамитом.
В 1920-е годы Бейт работала с профессором археологии Дороти Гаррод в Палестине, и в 1937 году они совместно опубликовали The Stone Age of Mount Carmel, выпуск 1, часть 2: Palaeontology, the Fossil Fauna of the Wady el-Mughara Caves по итогам раскопок в Маунт-Кермел. Среди других находок ими были обнаружены ископаемые остатки бегемота.
Бейт также работала с Перси Лоу, занимаясь поиском ископаемых страусов в Китае. Она была одним из первых археозоологов, особенно в области климатической интерпретации. Она сравнила относительные пропорции ископаемых остатков разных видов газелей.
В конце 1930-х, в конце своей карьеры полевого исследователя, Бейт были найдены кости гигантской черепахи в Вифлееме.
Многие археологи и антропологи опирались на её опыт в определении принадлежности ископаемых остатков, в том числе Луис Лики, Чарльз МакБёрни и Джон Десмонд Кларк.
Во время Второй мировой войны Бейт была переведена из отдела геологии Музея естественной истории в Лондоне в его зоологический отдел в Тринге и в 1948 году, за несколько месяцев до её семидесятого дня рождения, она была назначена исполняющей обязанности его руководителя. Хотя она уже страдала от рака, но умерла от сердечного приступа 13 января 1951 года и, будучи адептом христианской науки, была кремирована. Её личные документы были уничтожены во время пожара, случившегося вскоре после её смерти. На её столе в Тринге был список «заметок для письма». Последней записью в списке были слова «Лебединая песня».
Её имущество на момент смерти составляло 15369 фунтов.
В 2005 году в Музее естественной истории было организовано «Доротея Бейт факсимиле» в рамках проекта по созданию галереи изображений известных деятелей естествознания для демонстрации их на своих витринах. Её фотография, таким образом, оказалась среди других учёных, включая Карла Линнея, Мэри Эннинг и Уильяма Смита. Эти экспозиции рассказывают истории и случаи из жизни и открытий представленных людей.
Каролин Шиндлер в биографической книге об учёной «Discovering Dorothea: the Life of the Pioneering Fossil-Hunter Dorothea Bate» описывает Бейт как «остроумную, язвительную, умную и мужественную». Шиндлер также является автором её биографии в Словаре национальных биографий издания 2004 года.

## Основные труды
- A short account of a bone cave in the Carboniferous limestone of the Wye valley, Geological Magazine, new series, 4th decade, 8 (1901), pp. 101–6
- Preliminary Note on the Discovery of a Pigmy Elephant in the Pleistocene of Cyprus (1902—1903)[7]
- Further Note on the Remains of Elephas cypriotes from a Cave-Deposit in Cyprus (1905)[14]
- On Elephant Remains from Crete, with Description of Elephas creticus (1907)[15]
- Excavation of a Mousterian rock-shelter at Devil’s Tower, Gibraltar (with Dorothy Garrod, L. H. D. Buxton, and G. M. Smith, 1928)[16]
- A Note on the Fauna of the Athlit Caves (1932)[17]
- The Stone Age of Mount Carmel, volume 1, part 2: Palaeontology, the Fossil Fauna of the Wady el-Mughara Caves (with Professor Dorothy Garrod, 1937)[11]

## Награды
1940: Уолластонский фонд геологического общества;
1940: избрана членом Геологического общества.

## Портрет
Акварельный портрет Бейт в её молодые годы, нарисованный её сестрой, находится в Музее естественной истории. На нём она одета в чёрное платье, отделанное белым кружевом, с большой розовой розой.